# Villa Bella Riva

Villa Bella Riva, 1916

Villa Bella Riva, vor 1918

Veranda

Die Villa Bella Riva war eine Gaststätte an der Ruhrbrücke Hattingen. Sie galt als vornehmstes Ausflugsziel in Hattingen. 
Ergänzend zur dortigen Ruhrschleuse am Haus Cliff wurde 1810 ein Schleusenwärterhaus gebaut. Ein neues Haus für den Schleusenwärter und den Wasserbaumeister entstand einige Jahre später hinter Haus Wallbaum an der Schleusenstraße 4. Nach dem Niedergang der Ruhrschifffahrt wurde dieses Haus an Privatpersonen und 1881 an Louis Koch, Betriebsführer der Zeche St. Mathias im Rauendahl, verpachtet.
Koch legte eine Veranda an und macht aus dem Haus eine Gartengaststätte. Für berittene Gäste legte er einen Pferdestall an. Später gab er auf und das Haus wurde wieder für Wohnzwecke genutzt, bis 1899 wieder unter dem gleichen Namen ein Restaurant eröffnet wurde. Es gab eine zweite Veranda, einen Küchenanbau und ein Musikpavillon. Der Hattinger Verschönerungsverein machte den Bereich 1899 durch die Anpflanzung von Bäumen noch attraktiver.
Es gab mehrere Besitzer. Ernst Dahl wurde nur ein Jahr nach Übernahme des Gartenlokals von seinem Pferd so heftig getreten, dass er an den Folgen starb. Sein Nachfolger Werner Daub warb 1914 mit erlesenen Speisen: Frühlingssuppe, Omelette mit feinem Ragout, Roastbeef mit jungem Gemüse, junge Hähnchen mit Kopfsalat und Zitronen-Creme oder Butter und Käse. Während des Ersten Weltkriegs ging das Geschäft nieder. Das Unternehmen Henschel & Sohn, Abteilung Henrichshütte, übernahm das Gebäude und baute es 1918 für Wohnzwecke um.